# Le torri dell'esilio
Le torri dell'esilio (The Sea and Summer) è un romanzo di fantascienza di George Turner del 1987.

## Accoglienza
Il romanzo ha vinto il Premio Arthur C. Clarke nel 1988 ed è stato candidato al Premio Nebula per il miglior romanzo nel 1989, perdendo però contro Gravità zero di Lois McMaster Bujold.

## Edizioni
- George Turner, Le torri dell'esilio, traduzione di Roberta Rambelli, La Gaja scienza, Longanesi, 1990,  p. 376.